# Croker Bay
Croker Bay är en vik i Kanada.   Den ligger i territoriet Nunavut, i den nordöstra delen av landet, 3 300 km norr om huvudstaden Ottawa.